# Ameropa
Ameropa Holding este o companie agricolă elvețiană fondată în 1948 cu sediul central lângă Basel, cu afaceri în țări 26 de țări pe cinci continente.
Compania este prezentă în Brazilia, China, Coreea de Sud sau Statele Unite.
În Europa, compania este al cincilea jucător de pe piața comerțului cu cereale, având afaceri în Austria, Franța, Italia, Germania, Spania, Serbia, Croația sau România.
La nivel mondial Ameropa are peste 2.000 de angajați și vinde anual 11 milioane de tone de îngrășăminte și trei milioane de tone de cereale.

## Ameropa în România
În România, Ameropa Holding deține firma Comcereal Constanța, unul dintre cei mai mari depozitari de produse agricole de pe piața locală, pe care l-a achiziționat în anul 2007.
Ameropa deține 18 baze și silozuri în județul Constanța cu o capacitate totală de stocare de 600.000 de tone.
În anul 2011, compania a preluat combinatul de producere a îngrășămintelor chimice Azomureș și operatorul porturar Chimpex într-o tranzacție evaluată la 150-200 milioane de euro.
Număr de angajați:
- 2011: 200 [2]
- 2009: 250 [1].

Cifra de afaceri:
- 2014: 500 milioane euro [3]
- 2011: 114 milioane euro [2]
- 2009: 30 milioane euro [1]